# Tonarigumi
As associações de Bairro (隣組 Tonarigumi) eram a menor unidade do programa de mobilização nacional promovido pelo governo japonês durante a Segunda Guerra Mundial.
Eram unidades constituídas por 10-15 famílias organizadas para combate a incêndios, defesa civil e segurança interna.

## História
As associações de ajuda mútua da vizinhança existiram no Japão desde antes do período de Edo. O sistema foi formalizado em 11 de setembro de 1940 por ordem do Ministério do Interior  sob o gabinete do primeiro-ministro Fumimaro Konoye. A participação era obrigatória. Cada unidade era responsável pela alocação dos bens racionados, distribuição de títulos públicos, combate a incêndios, saúde pública e defesa civil. Cada unidade foi também responsável por auxiliar o Movimento Nacional de Mobilização Espiritual, pela distribuição da propaganda do governo e pela organização da participação em comícios patrióticos. 
O governo também utilizou os Tonarigumi para a manutenção da segurança pública. Uma rede de informantes foi estabelecida, ligando cada associação de bairro com a Polícia Tokkō, para vigiar possíveis infrações das leis nacionais e alertar sobre comportamentos políticos ou imorais.
Os Tonarigumi foram também organizados em territórios ocupados pelo Japão, incluindo Manchukuo, Mengjiang e o Governo Wang Jingwei, e mais tarde nos territórios ocupados do Sudeste Asiático.
Mais tarde na Guerra do Pacífico, os Tonarigumi receberam treinamento militar básico para servir como observadores de aviões inimigos sobre cidades ou barcos suspeitos nas costas. Nos estágios finais da guerra, pretendia-se que os Tonarigumi formassem uma milícia secundária, no caso da invasão inimiga. Alguns Tonarigumi tomaram parte no combate em Manchukuo, Chōsen do norte e Karafuto, nos dias finais da Guerra do Pacífico.
Formalmente abolido em 1947 pelas autoridades de ocupação americanas, o sistema sobrevive até certo ponto no chonaikai moderno, ou jichikai que são associações voluntárias nominalmente independentes, mas que mantêm um estatuto quase governamental na medida em que têm uma responsabilidade limitada pela administração e coordenação locais De atividades como vigilância de bairro e alívio de desastres.

### Referêcias
• Artigo em inglês Tonarigumi
• Cook, Haruko Taya; Theodore F. Cook (1992). Japan at War: An Oral History. New York: The New Press.
• Dear, I.C.B.; M.R.D. Foot (2002). The Oxford Companion to World War II. Oxford University Press.
• Pekkanen, Robert (2006). Japan's Dual Civil Society. Members without advocates. Stanford University Press. 
• Schwartz, Frank J; Susan J Pharr (2003). The State of Civil Society in Japan. Cambridge University Press.